# Olbia
Olbia (tiếng Ý: [ˈɔlbja] ⓘ, hay địa phương là [ˈolbja]; tiếng Gallura Tarranòa, tiếng Sardegna: Terranòa) là một đô thị và cộng đồng (comune) ở tỉnh Sassari trong vùng Sardinia miền bắc nước Ý.
Đô thị Olbia có diện tích ki lô mét vuông, dân số thời điểm năm 2010 là 56.231 người.
Đô thị Olbia có các đơn vị dân cư (frazioni) sau: Berchiddeddu, Murta Maria, Pittulongu, Rudalza-Porto Rotondo, San Pantaleo.
Olbia nằm ở đông bắc Sardinia, trong tiểu vùng Gallura. Được gọi là Olbia trong thời đại La Mã, Civita trong thời Trung cổ và Terranova Pausania trước những năm 1940, Olbia một lần nữa tên chính thức của thành phố sau giai đoạn của chủ nghĩa phát xít.